# محاكمة عبد الله أوجلان
محاكمة عبد الله أوجلان هي محاكمة زعيم حزب العمال الكردستاني عبد الله أوجلان. وكان أوجلان قد اعتقل في فبراير عام 1999 في نيروبي ب‍كينيا وتم إحضاره إلى تركيا حيث سجن في جزيرة إمرالي في بحر مرمرة. بدأت المحاكمة في تركيا في 31 مايو 1999 واختتمت في 29 يونيو 1999 بالحكم بالإعدام بتهمة الخيانة والانفصالية. وقد خفف حكم الإعدام إلى السجن المؤبد في أكتوبر 2002. واستأنف أوجلان الحكم أمام المحكمة الأوروبية لحقوق الإنسان التي قضت بأنه لم يحصل على محاكمة عادلة وطالبت بإعادة محاكمته. وقد أكدت محكمة النقض حكم الإعدام في نوفمبر 1999، وحرمت تركيا أوجلان من الحق في إعادة المحاكمة.

## خلفية
غادر عبد الله أوجلان سوريا في 9 أكتوبر 1998 بسبب الضغط التركي. وبعد إقامة قصيرة في روسيا، حيث لم تمنحه الحكومة الروسية حق اللجوء السياسي. ثم سافر إلى إيطاليا حيث هبط في 12 نوفمبر 1998 في مطار روما. ولدى وصوله إلى إيطاليا، ألقي القبض عليه بدعوى دخوله البلد بجواز سفر مزور ومذكرة توقيف صادرة عن ألمانيا. وطلبت الحكومة التركية تسليم أوجلان من إيطاليا، حيث تقدم بطلب اللجوء السياسي لدى وصوله. إيطاليا لم تسلمه إلى ألمانيا، التي رفضت إجراء محاكمة أوجلان في بلادها. وفضل المستشار الألماني غيرهارد شرودر وكذلك وزير الداخلية أوتو شيلي ان يحاكم أوجلان من قبل «محكمة أوروبية» غير محددة. إيطاليا لم تسلم أوجلان إلى تركيا أيضاً وأطلقت سراحه من الإقامة الجبرية في 17 ديسمبر. أعلن رئيس الوزراء الإيطالي ماسيمو داليما أنه مخالف للقانون الإيطالي تسليم شخص ما إلى بلد المتهم مهدد بإعدامه.
لكن إيطاليا لم ترغب أيضا في بقاء أوجلان، مستغلةً العديد من الخيوط الدبلوماسية لإجباره على مغادرة البلاد. وقد أنجزت إيطاليا ذلك في 16 يناير 1999 عندما غادر إلى نيجني نوفغورود على أمل إيجاد ملاذ آمن في روسيا. ولكن في روسيا لم يكن أوجلان موضع ترحيب كما كان في أكتوبر، وكان عليه الانتظار لمدة أسبوع في مطار ستريغينو الدولي في نوفغورود. من روسيا، سافر مرة أخرى إلى اليونان. ثم حاول أوجلان السفر إلى لاهاي للبحث عن تسوية لوضعه القانوني في المحكمة الجنائية الدولية، لكن هولندا لم تسمح لطائرته بالهبوط، وأعادته إلى اليونان، حيث هبط على جزيرة كورفو في البحر الأيوني. وقرر اوجلان بعد ذلك التوجه إلى نيوربي بدعوة من دبلوماسيين يونانيين. وفي 15 فبراير 1999، ألقي القبض عليه من قبل فريق من جهاز المخابرات التركي بينما كان في طريقه إلى طائرة متجهة إلى هولندا. وفي ذلك الوقت، دافعت عنه بريتا بهلر، وهي محامية ألمانية بارزة جادلت بأن الجرائم التي اتهم بارتكابها يجب أن تثبت في المحكمة وحاولت التوصل إلى أن المحكمة الدولية في لاهاي ستتولى القضية.

## ما قبل المحاكمة
بعد القبض عليه أُحْضِّر إلى جزيرة إمرالي في بحر مرمرة. وكلفت محكمة أمن الدولة المؤلفة من عسكري واحد وقاضيين مدنيين بمحاكمة أوجلان. ولم يسمح لوفد من ثلاثة محامين هولنديين كانوا ينوون الدفاع عنه بمقابلة موكلهم واحتجزوا لاستجوابهم في المطار على أساس أنهم كانوا «من مقاتلي حزب العمال الكردستاني» وأعيدوا إلى هولندا. وفي الأسبوع الأول من احتجازه، حرم أكثر من اثني عشر محاميا أرسلتهم أسرة أوجلان من الحق في مقابلته. واستجوب أوجلان لمدة عشرة أيام، دون أن تتاح له إمكانية الاتصال بمحاميه. وفي 21 فبراير، تمكنت السلطات القضائية التركية من الوصول إلى عبد الله أوجلان، وبدأ المدعون العامون في استجوابه. وفي 23 فبراير، قبل أحد القضاة تهم الخيانة والانفصالية، وكان الادعاء يهدف إلى الحصول على عقوبة الإعدام. وفي اليوم العاشر من سجنه، سمح له بمقابلة اثنين من محاميه، وبعد شهر ونصف الشهر تمكن من رؤية أفراد أسرته. واعترض محامو أوجلان على إبقاء أوجلان رهن الاحتجاز تحت سيطرة هيئة الأركان العامة والقوات الخاصة التركية بدلا من أن يكون تحت سلطة وزارة العدل كما ينبغي أن يكون وفقا للقانون التركي. واعترف خلال التحقيق معه بانه استخدم بعض الوسائل الارهابية، بيد انه قال انه إذا نُظِّر اليها في سياق السجل التاريخى لتركيا، فانه من الواضح ان تركيا استخدمت طرقا ارهابية أخرى كثيرة. وكانت هناك عدة قضايا مفتوحة ضده، القضية المتعلقة بمشاركته في مقابلة أجرتها معه محطة Med TV، حيث حوكم بموجب البند 125 من قانون العقوبات التركي في 24 مارس. وقد ضُمَّتْ قضيتين اخريين إلى هذه القضية وحُدِّدَ موعد المحاكمة في أنقرة بدون المدعى عليه. وفي 24 أبريل 1999، أصدر الادعاء اتهاماً منفصلاً تضمن جميع التهم المتعلقة بالحرب المسلحة التي شنها حزب العمال الكردستاني مطالباً بفرض عقوبة الإعدام بسبب النزعة الانفصالية وأمر ببدء المحاكمة في 31 مايو 1999. وفي 30 أبريل 1999، تعرض محامو عبد الله أوجلان لهجوم عنيف من قبل مجموعة من الغوغاء وتعين علاجهم في المستشفى. أحمد زكي أوكجوأوغلو، رئيس فريق دفاع أوجالان طالب المراقبين بالحماية، وإلا سيستقيلون.